# Il commissario Ricciardi
Il commissario Ricciardi è una serie televisiva italiana basata sulla serie di romanzi di Maurizio De Giovanni editi da Giulio Einaudi Editore e aventi per protagonista Luigi Alfredo Ricciardi, commissario di polizia nella Napoli degli anni '30.
La prima stagione è stata trasmessa in prima visione e in prima serata su Rai 1 dal 25 gennaio al 1º marzo 2021; la seconda dal 6 al 21 marzo 2023.

## Trama
La storia, ambientata nella Napoli degli anni '30 in pieno regime fascista, segue le indagini del commissario di polizia Luigi Alfredo Ricciardi. L'uomo custodisce un terribile segreto ereditato dalla madre Marta, che chiama il Fatto: è in grado di percepire le ultime parole pensate o dette dai fantasmi delle vittime di morte violenta, sia per incidenti che per omicidi, che si manifestano in un'immagine evanescente nei luoghi del decesso.
Proprio a causa della sua maledizione sono pochissimi gli affetti di Ricciardi: Raffaele Maione (brigadiere al quale è legato sin da quando questi perse il primogenito Luca, poliziotto come lui), Bruno Modo (anatomopatologo apertamente antifascista), Enrica Colombo (una giovane maestra che abita nel palazzo di fronte, e della quale è innamorato e ricambiato), Rosa Vaglio (l'anziana governante che si occupa di lui fin dalla più tenera età, e che dopo la morte di Marta ne è diventata la madre affettiva) e, dopo la scomparsa di quest'ultima, sua nipote Nelide.

## Episodi
| Stagione         | Episodi | Prima TV |
| ---------------- | ------- | -------- |
| Prima stagione   | 6       | 2021     |
| Seconda stagione | 4       | 2023     |
| Terza stagione   | 6       | 2025     |

## Personaggi e interpreti
- Luigi Alfredo Ricciardi (stagione 1-in corso), Barone di Malomonte (interpretato da Lino Guanciale), nato e cresciuto tra le montagne del Cilento, è commissario presso la Regia Questura di Napoli. Porta dentro di sé un terribile segreto: la capacità di vedere gli spettri delle vittime di morte violenta (sia per incidenti che per omicidi) e di ascoltarne le ultime parole o pensieri. Questo dono/maledizione (ereditato dalla madre, la baronessa Marta) gli torna utile nello svolgimento delle indagini, ma lo ha portato a chiudersi estremamente in se stesso: Ricciardi è così divenuto piuttosto introverso, spesso taciturno e diffidente e tendente alla solitudine, finendo per privarsi anche di una vera e propria vita affettiva. Nonostante ciò, è dotato di una profonda sensibilità e notevole empatia, con le quali riesce a guadagnarsi la fiducia, la stima ed il rispetto di chi lo incontra e conosce. Possiede anche un grande intuito e una forte determinazione. Fin da subito è intuibile che sia innamorato della sua vicina di casa, la dolce Enrica, ma Ricciardi non riesce mai a farsi avanti con lei a causa dell'inconfessabile ed incredibile segreto che l'uomo è costretto a portarsi dentro. Alla fine, non potendo egli più ignorare e reprimere i sentimenti per Enrica, Ricciardi e la giovane cominciano a vedersi e ad avvicinarsi ulteriormente.
- Raffaele Maione (stagione 1-in corso), interpretato da Antonio Milo.
È un brigadiere che ha vissuto un dolore immenso: la morte del primogenito Luca, agente di polizia come lui, mentre prestava servizio. Ricciardi riuscì a far arrestare i colpevoli della morte del figlio e gli rivelò il suo ultimo pensiero, dedicato proprio all'amato padre; lui, pur non capendo come il commissario potesse saperlo, gli credette e da allora lo segue fedelmente. Maione infatti è una delle pochissime persone di cui il commissario Ricciardi si fida ciecamente e con il quale condivide una forte amicizia. Uomo buono, onesto e deciso, è sposato con Lucia, della quale è innamorato: il loro matrimonio attraversa per un certo periodo una grave crisi a causa della morte del figlio Luca ma, grazie all'amore che provano l'uno per l'altra e a quello profondo per i loro figli, i due trovano la forza di reagire e restare insieme.
- Bruno Modo (stagione 1-in corso), interpretato da Enrico Ianniello.
È un anatomopatologo apertamente antifascista. Cinico, schietto e ironico, è disinvolto e davvero tanto coraggioso al limite dell'incoscienza nel rivelare il proprio pensiero pubblicamente. Si può considerare il migliore amico di Ricciardi, con il quale si confida spesso. Condivide con Ricciardi il desiderio di rendere il Paese un posto migliore e di occuparsi delle persone meno abbienti e fortunate.
- Livia Lucani (stagione 1-in corso), interpretata da Serena Iansiti (parti cantate doppiate da Minni Diodati).
Ex soprano e vedova del famoso tenore Arnaldo Vezzi, si avvicina a Ricciardi in occasione della morte del marito fedifrago. Bellissima e affascinante, sviluppa un immediato interesse verso il commissario e spera di riuscire a conquistarlo grazie al proprio carisma. Dimostra inoltre intenso coraggio, capacità di relazionarsi e una profonda abnegazione personale. Sebbene sembri una donna abituata e disposta ad ottenere sempre tutto ciò che vuole, in realtà nasconde una grande fragilità interiore.
- Enrica Colombo (stagione 1-in corso), interpretata da Maria Vera Ratti.
È la dirimpettaia di Ricciardi, una giovane ragazza educata e cordiale, dall'animo buono ma molto determinata che dà lezione ai bambini nell'appartamento di famiglia. È innamorata di Ricciardi ed è consapevole che il sentimento è pienamente corrisposto. Sua madre Maria si ostina a presentarle dei possibili fidanzati, ma rimane fedele al suo sentimento verso il commissario, sebbene non capisca per quale motivo egli non si faccia avanti. Al contrario suo padre Giulio, che ha intuito l'interesse della figlia verso il vicino, la sostiene. Infine la pazienza di Enrica viene ricompensata quando finalmente Ricciardi si decide ad avvicinarsi a lei e i due iniziano a frequentarsi in segreto; la loro felicità raggiunge l'apice quando il commissario riceve il consenso del padre di lei a che egli corteggi la figlia.
- Falco (stagione 1-in corso), interpretato da Marco Palvetti.
È un agente dell'OVRA, la polizia segreta fascista. Ufficialmente è incaricato di garantire la sicurezza di Livia, della quale è segretamente innamorato.
- Rosa Vaglio (stagione 1-in corso), interpretata da Nunzia Schiano.
È la burbera ma affezionata governante di Ricciardi (del quale si occupa sin da quando era bambino) e prima ancora di sua madre, la baronessa Marta. Vive insieme al commissario, si occupa della casa e provvede a preparargli la cena, ed ha a cuore la salute del suo "signorino" più di chiunque altro. Muore per malattia alla fine della prima stagione e viene sostituita nelle sue mansioni dalla nipote Nelide, che lei stessa aveva chiamato appositamente qualche tempo prima. Compare nella seconda stagione a Nelide, quando la nipote immagina di parlarle nei momenti di difficoltà.
- Angelo Garzo (stagione 1-in corso), interpretato da Mario Pirrello.
È un vicequestore e diretto superiore di Ricciardi. Arrivista e legato al regime, mal sopporta l'autonomia del commissario e la sua incorruttibilità; eppure, spesso e volentieri si prende il merito dei suoi successi per mettersi in vista con i personaggi dell'alta società, che teme e ossequia nel tentativo di fare carriera.
- Lucia Caputo (stagione 1-in corso), interpretata da Fabrizia Sacchi.
È la moglie del brigadiere Maione e la madre dei suoi figli. Dopo due anni di lutto a causa della terribile morte del primogenito Luca, in cui si era chiusa in sé stessa non trovando la forza di reagire al dolore, ritrova il sorriso e la voglia di vivere grazie al supporto dell'amato marito, al pensiero dei suoi figli che hanno bisogno di lei e alla consapevolezza che lasciarsi andare non serve a nulla.
- Bianca Palmieri di Roccaspina (stagione 2-in corso), interpretata da Fiorenza D'Antonio.
È una bella contessa che rimane attratta da Ricciardi, con il quale instaura un rapporto cordiale e rispetto reciproco. Più volte aiuta e supporta il commissario durante la serie.
- Manfred Kaspar von Brauchitsch (stagione 1-in corso), interpretato da Martin Gruber (ospite stagione 1) e Christoph Hülsen (stagione 2-in corso).
È un maggiore di cavalleria della Reichswehr, originario della Baviera, che durante una vacanza a Ischia conosce Enrica e se ne innamora. Successivamente chiede e ottiene il trasferimento in Italia, dove viene incaricato di svolgere una missione diplomatica.
- Bambinella (stagione 1-in corso), interpretato da Adriano Falivene.
Femminiello dotato di una parlantina irriverente e senza filtri, è stato graziato dal brigadiere Maione durante una retata. Ironico, pungente, amichevole, diretto e carismatico è l'informatore di fiducia di Maione. Da allora il brigadiere lo consulta occasionalmente durante le indagini, essendo una preziosa fonte d'informazioni dato che molti si confidano con lui e sa praticamente tutto di tutti. Sotto questa sua facciata all'apparenza sempre superficiale e vanitosa, nasconde in realtà una grande umanità e forza d'animo.
- Nelide (stagione 1-in corso), interpretata da Veronica D'Elia.
Nipote di Rosa, subentra alla zia come governante del commissario, del quale si occupa in modo ineccepibile. Dai modi bruschi e sgraziati, oltre che di poche parole, si esprime spesso con proverbi cilentani di non facile comprensione.
- Don Pierino Fava (stagione 1-in corso), interpretato da Peppe Servillo.
È un sacerdote che nutre una grande passione per le opere liriche, col quale Ricciardi stringe un profondo legame.

## Produzione
Le riprese della prima stagione sono partite il 23 maggio 2019 e si sono concluse il 30 novembre. La serie è stata girata nel centro storico di Taranto (la residenza del commissario è in Palazzo Lo Jucco) tuttavia le location hanno compreso anche diversi luoghi del Capoluogo partenopeo: il Teatro di San Carlo, il Teatro Sannazaro, il Museo nazionale di Capodimonte, Villa Pignatelli, Reggia di Portici, la Basilica della Santissima Annunziata Maggiore, il Palazzo Reale, Piazza del Plebiscito e il Caffè Gambrinus. Altre scene sono state girate a Nocera Inferiore e Capua.
Il 1º marzo 2021 la direttrice di Rai Fiction Maria Pia Ammirati ha annunciato il rinnovo per una seconda stagione, le cui riprese sono partite il 23 maggio 2022 e si sono concluse il 19 settembre seguente.
Lino Guanciale ha confermato la serie per una terza stagione le cui riprese sono iniziate nel febbraio del 2024 a Napoli per poi terminare due mesi dopo a Taranto.

## Colonna sonora

### Prima stagione
La colonna sonora della prima stagione è stata pubblicata da Rai Com il 21 gennaio 2021. Il compositore Pasquale Catalano (chitarre, oud e pianoforte) è stato affiancato da Fabrizio Romano (pianoforte), Antonio Pellegrino, Paolo e Giuseppe Sasso (violini), Claudio Romano (chitarre e plettri), Domenico De Luca (chitarra), Corrado Cirillo (basso) e Riccardo Schmitt (percussioni). La canzone che apre e chiude ciascuna delle sei puntate è Maggio se ne va di Pino Daniele, brano contenuto nel quinto album in studio Bella 'mbriana, pubblicato nel 1982 da EMI Italiana.
1. Il commissario Ricciardi – 1:51
2. Tema di Enrica – 2:41
3. Valzer di Bambinella (pt. A) – 2:12
4. Pianissimo – 2:46
5. Meglio di maggio – 3:14
6. Famiglia Maione – 2:02
7. Tema di Lidia (pt. 1) – 1:51
8. Questore – 2:05
9. Creature abbandonate – 2:36
10. Secondo Ricciardi – 2:38
11. Enrica sogna (pt. 1) – 1:24
12. Enrica sogna (pt. 2) – 1:10
13. Lidia tango – 1:39
14. Bombid – 2:22
15. Tata Rosa – 3:34
16. Strada di casa – 1:48
17. Lucia Maione – 0:44
18. Napoli va veloce – 2:18
19. Raffaele Maione – 2:43
20. Racconto notturno – 1:32
21. Fantasmi – 2:52
22. Ricciardi interroga (pt. 1) – 3:09
23. Ricciardi interroga (pt. 2) – 3:08

### Seconda stagione
La colonna sonora della seconda stagione è stata pubblicata (in due dischi) da Rai Com il 6 marzo 2023. Il compositore è Nicola Tescari.
Disco 1
1. Il Commissario – 0:56
2. Il Rispetto del Passato – 2:57
3. Gambrinus – 1:24
4. Gli Azzeccagarbugli – 1:03
5. Il Respiro di Enrica – 2:32
6. Le Passeggiate del Commissario – 1:59
7. Nelide Allo Specchio – 1:27
8. Il Canto delle Anime – 2:06
9. Conversazioni con Falco – 1:33
10. I Segreti di Famiglia – 1:54
11. Il Commissario - Piano 1 – 1:02
12. Il Peso della Verità – 1:05
13. Lepidus Vesuvius – 1:27
14. Enrica Si Espone – 2:52
15. Il Lato Umano di Don Pierino – 1:36
16. Il Falso Vero – 1:00
17. La Napoli di Sarracino – 4:01
18. Pierino e Luigi – 1:59
19. Intrighi Partenopei – 1:41
20. Il Vero Maione – 1:19
21. Il Valzer di Ricciardi – 2:09
22. Manca Tempo – 1:08

Disco 2
1. Il Commissario - Piano 2 – 1:40
2. Il Duca Marangolo – 2:49
3. La Sensualità di Bambinella – 1:18
4. Sbertucciando Garzo – 1:45
5. La Realtà Prende Forma – 1:13
6. Il Pugile Canta – 0:56
7. La fragilità di Bambinella – 1:43
8. Eliminando Ipotesi – 1:00
9. La Genesi del Dubbio – 3:57
10. Troppo Vicino alla Verità – 3:46
11. Modo e Lina – 1:25
12. Enrica e Luigi alla Finestra – 1:57
13. La Speranza Trasparente – 1:31
14. Verità che Spiazzano – 1:13
15. Le Velleità di Falco – 2:04
16. Vicino alla Verità – 3:54
17. Lo Spazio di Livia – 1:53
18. Ineluttabilità – 2:47
19. Finalmente Vicini – 1:15
20. Il Commissario - Titoli di coda – 1:16

## Riconoscimenti
- 2021 – Premio Biagio Agnes[15]
  - Miglior fiction
- 2021 – Nastri d'Argento - Grandi Serie Internazionali[16]
  - Serie dell'anno
  - Grandi Serie a Lino Guanciale e Antonio Milo